# Ферамен

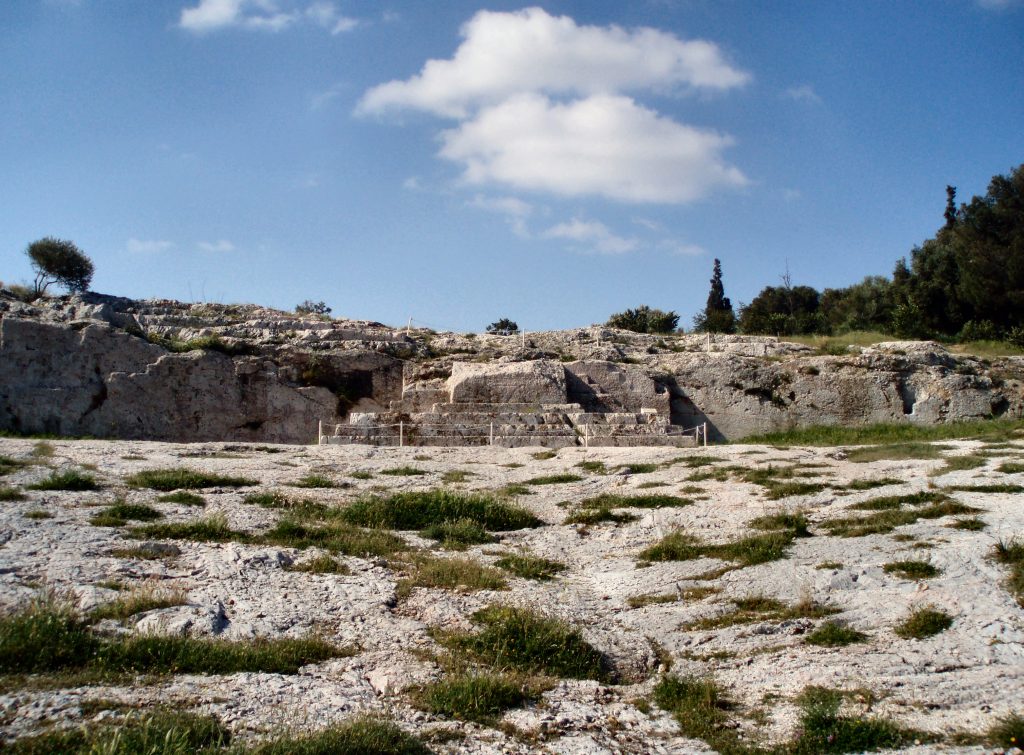
Платформа в Афинах, на которой выступал Ферамен и другие ораторы

Ферамен (Терамен, др.-греч. Θηραμένης; ок. 455—404 до н. э.) — древнегреческий афинский государственный деятель времён Пелопоннесской войны (431—404 гг. до н. э.).
Ферамен был выходцем из не очень знатной, но богатой, известной и политически активной семьи. В молодости он получил прекрасное образование и был близок как к софистам, так и к Сократу. По политическим взглядам Ферамен представлял собой «умеренного» или «центриста», борющегося с крайностями: радикальной демократией и радикальной олигархией.
Ферамен был одним из самых влиятельных вождей успешного олигархического переворота Четырёхсот 411 года до н. э. Однако между вождями режима появились разногласия, олигархическое правительство оказалось непрочным и продержалось несколько месяцев. Ферамену не нравился установившийся крайне-олигархический режим, который поддерживали другие вожди Четырёхсот. Оппозицию им возглавил Ферамен, и по его инициативе был совершён новый переворот: Совет Четырёхсот был упразднён, крайняя олигархия ликвидирована, а власть переходила в руки пяти тысяч афинских граждан. После этого Ферамен на некоторое время стал самым влиятельным политиком Афин.
В конце года Ферамен был отправлен с эскадрой кораблей в северо-восточную часть Эгейского моря. Он участвовал в кампании Алкивиада в Пропонтиде, в результате которой Пелопоннесская война была на грани перелома, а перевес был на стороне Афин. Политические позиции Ферамена пошатнулись с восстановлением демократии в 410 году до н. э. После битвы при Аргинусских островах он обвинил командовавших им стратегов, в том, что они не собрали тела погибших афинян, тем самым став косвенным виновником их казни.
Во время осады Афин он был отправлен послом к спартанскому наварху Лисандру с мирными предложениями. Вскоре после заключения мира Лисандр прибыл в Афины и потребовал ликвидировать демократию. Ферамен предложил учредить новую коллегию из тридцати человек, которой будет передана вся полнота власти. Так началось правление Тридцати тиранов, фактическим лидером которых был Ферамен. Но затем крайний олигарх Критий и его сторонники со временем укрепили свои позиции. Начались репрессии против нелояльных к режиму, что не нравилось Ферамену. Между бывшими соратниками начались разногласия, и Критий решил Ферамена устранить. В 404 году до н. э. на заседании Совета пятисот он вычеркнул Ферамена из списка трёх тысяч граждан и казнил его.
Фигура Ферамена осталась противоречивой и после его смерти. Оратор Лисий осуждал его во время судебных процессов против некоторых политических союзников Ферамена, в то время как другие писатели относились к нему более положительно. Оценка менялась с течением времени — в XIX веке его участие в перевороте 411 года до н. э. и в судебном процессе после битвы при Аргинусах осуждались, но в XX веке его деятельность была интерперетирована историками в более позитивном свете.

## Источники

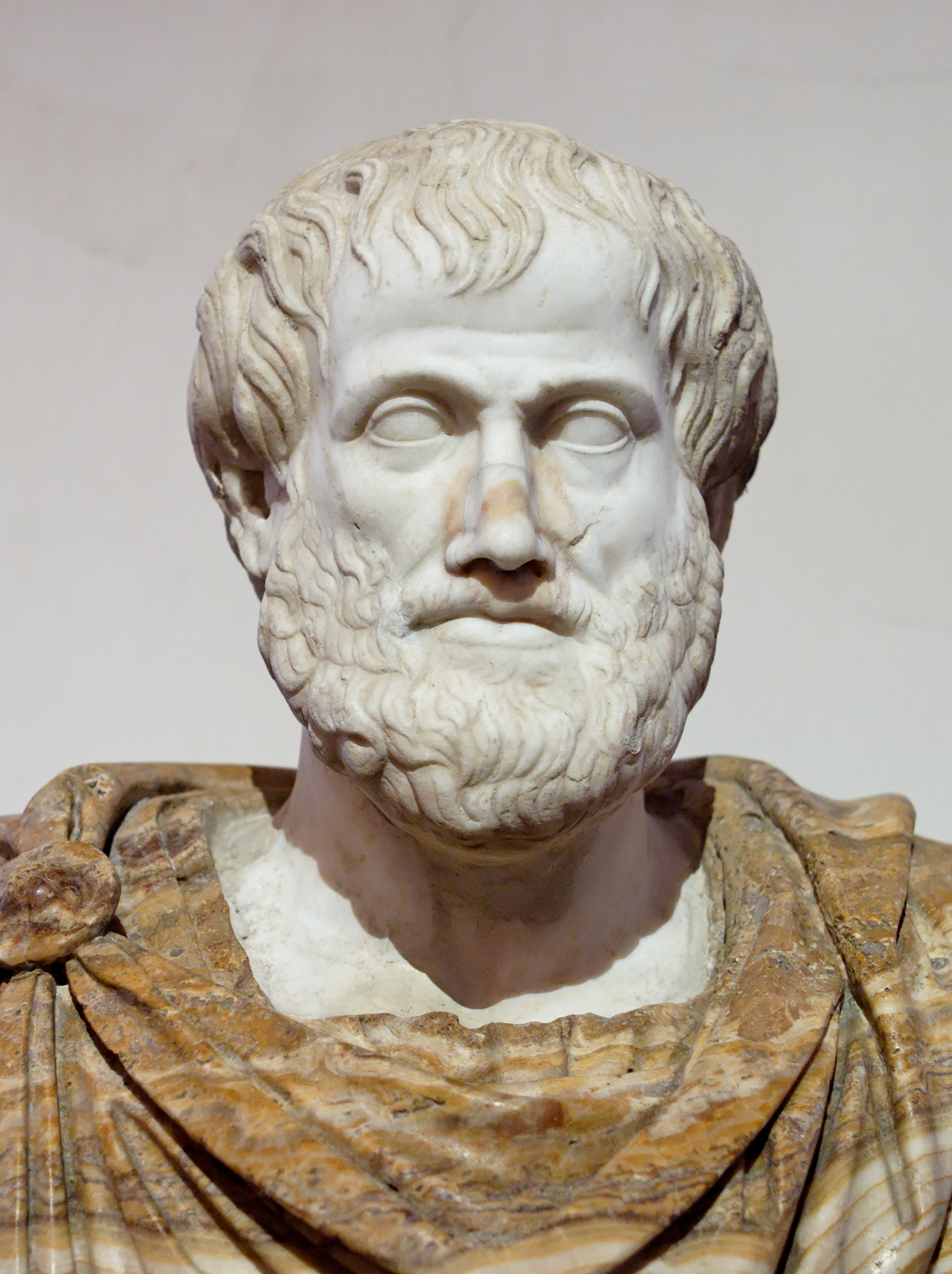
Бюст Аристотеля, римская копия оригинала Лисиппа.

## Происхождение и молодость
Ферамен, сын    Гагнона из рода Пандионидов, из дема Стирия родился около 455 года до н. э. (согласно энциклопедии Паули-Виссова — до 451 года до н. э.). Место его рождения, согласно Плутарху, был остров Кос, за что его позднее корили политические противники. Он был выходцем из не очень знатной, но имевшей богатство, известность и традицию участия в политической жизни семьи. Его отец Гагнон был заметной фигурой в афинской истории. Он возглавлял группу греческих колонистов, основавших город Амфиполь в 437—436 годах до н. э., осуществлял командование во время Пелопоннесской войны и был одним из лиц, подписавших Никиев мир в 421 году до н. э., закончивший первый период Пелопоннесской войны. В дальнейшем его карьера связана с карьерой сына в 411 году до н. э., когда они оба были вовлечены в политические процессы, происходящие в Афинах.
В молодости Ферамен получил прекрасное образование и был близок к софистам, особенно к Продику Кеосскому. Также он дружил с Сократом. Учеником Сократа Ферамен не являлся, но примыкал к его окружению. Сократические идеи, по-видимому, оказали влияние на некоторые взгляды Ферамена. Так, идеальным политическим устройством для него был строй, который может быть назван в равной мере умеренной олигархией или ограниченной демократией, а в качестве главного критерия для причастности человека к власти выдвигался невысокий имущественный ценз. По политическим взглядам Ферамен представлял собой «умеренного» или «центриста», борющегося с крайностями: радикальной демократией и радикальной олигархией.
Ферамен также был очень красноречив. По некоторым сведениям, он был одним из учителей по риторике (наряду с Горгием, Тисием, Продиком) Исократа. Он был «едва ли не первым в истории Афин политиком, чья практическая деятельность основывалась на достаточно глубоких теоретических познаниях и была тесно связана с ними». В 413 году до н. э. Ферамен стал главой «партии» Никия. В политических взглядах Ферамена и Никия было много общего: они оба не одобряли радикализации демократии и нарастания олигархических тенденций, а в западной историографии их обычно относят к «умеренным».

## 411 год до н. э.

Карта Греции к началу Пелопоннесской войны (431 г. до н. э.)

Последний период Пелопоннесской войны — Декелейская, или Ионийская война — был очень тяжёлым для Афин. В полисе сложилась кризисная ситуация, которая обуславливалась несколькими факторами. Череда военных поражений негативно сказывалась на внутренней обстановке в государстве. В 413 г. до н. э. в Афины пришла весть о разгроме афинского войска и флота на Сицилии. Спартанцы заняли Декелею в Аттике и превратили её в свой постоянный плацдарм на территории противника. Почувствовав слабость Афин, из Афинского морского союза стали один за другим выходить её члены (Хиос, Милет, Эвбея и другие). К тому же, в Афинах царила дезорганизация и растерянность. В Эгейском море появился и стал поддерживать отпавших афинских союзников созданный на персидские деньги спартанский флот.
К 411 году до н. э. Афинская морская держава почти полностью распалась. Соответственно, прекратились поступления военного налога, что серьёзно ударило по финансам Афин. Афиняне потеряли контроль над Черноморскими проливами, откуда к ним поступал хлеб. Но сами афиняне собирались продолжить войну, тем более, что полис был ещё достаточно силён и мог отправить новый флот для усмирения союзников. Нарастал дефицит умелых полководцев и политиков. На Сицилии погибли Никий и Демосфен. Теперь в политической жизни были влиятельны бездарные демагоги. Кроме того, возрастало недовольство граждан радикальной демократией. Кризис демократической системы был вызван несколькими причинами: нарастанием охлократических тенденций, излишней радикализацией демократии, засильем демагогов, авантюристической внешней политикой. В полисе настолько усилились олигархические настроения, что ставился вопрос о ликвидации демократии. Возрастала ностальгия по так называемому «отеческому государственному устройству», которое каждый понимал по-своему. Чаще всего это были представления о какой-либо форме олигархии — умеренной или крайней. Возникали идеи ограничения количества полноправных граждан.
С 413 года до н. э. активизировалась деятельность антидемократических гетерий. Тогда же в Афинах была учреждена новая экстраординарная коллегия из десяти пробулов. В их компетенцию входило предварительное рассмотрение всех вопросов перед их представлением в Совете Пятисот и народном собрании. Также они имели право созыва этих органов и занимались некоторыми вопросами управления полисом. В число пробулов были избраны некоторые влиятельные афинские граждане (например, Гагнон, отец Ферамена, и драматург Софокл). Некоторое время пробулы удерживали ситуацию под контролем, однако олигархические настроения всё более возрастали.

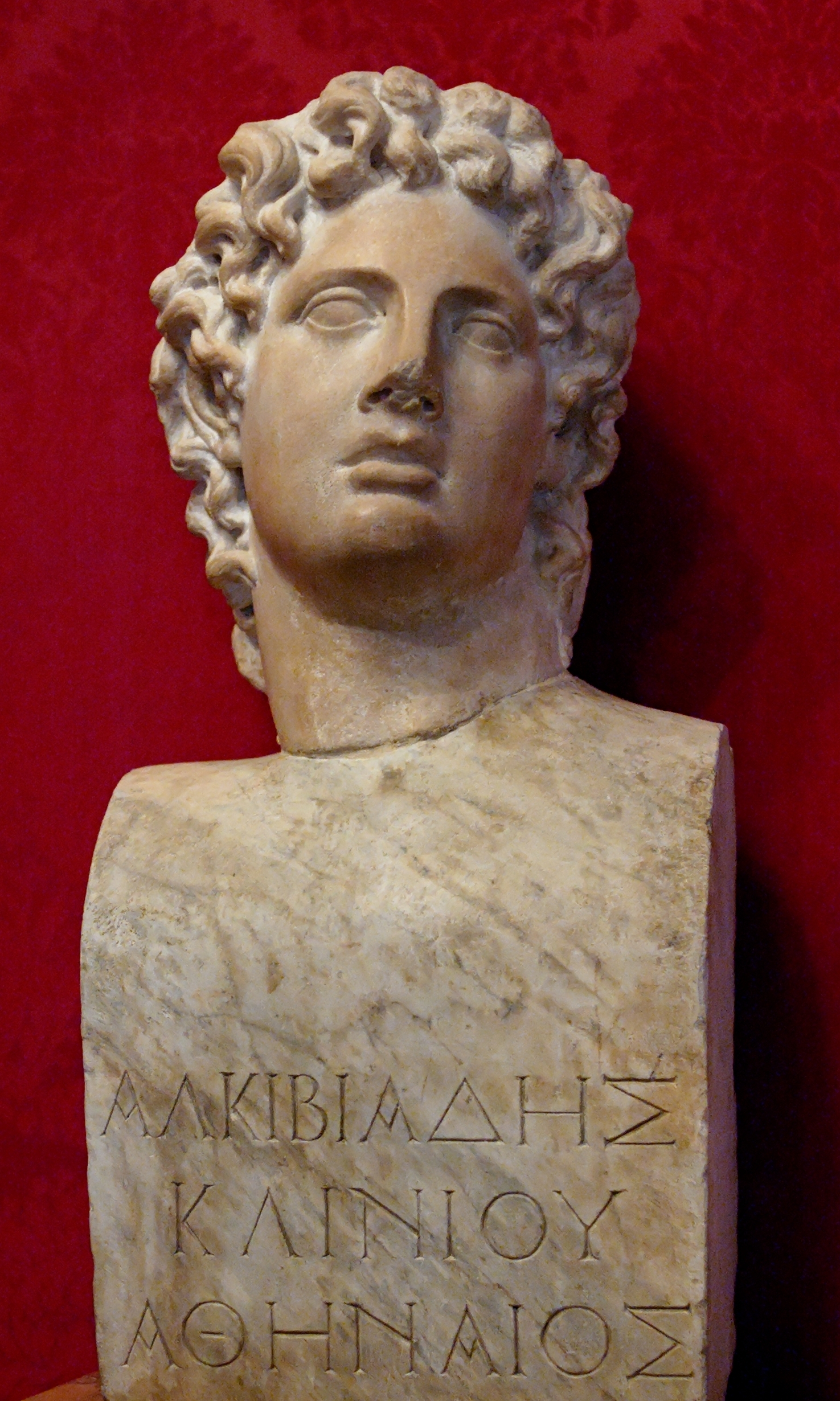
Бюст Алкивиада

Находясь при дворе персидского сатрапа Тиссаферна, изгнанный Алкивиад начал переговоры с афинянами с целью возвращения на родину. В афинском флоте, базировавшемся на Самосе, возникло движение в пользу Алкивиада. Тот писал в послании, что готов перейти на сторону Афин и склонить персов к помощи афинянам, но ставил условием ликвидацию афинской демократии и установление олигархического режима. Когда в Афинах узнали об этом, антидемократические гетерии открыто вышли на политическую арену, а некоторые влиятельные демагоги были убиты. Пробулы, фактически, встали на сторону гетерий. Сторонники олигархии добились того, что на рассмотрение народного собрания теперь могли выноситься антиконституционные проекты. На специально созванном заседании народного собрания вожди гетерий сумели провести несколько принципиально важных решений. Они предложили ограничить количество полноправных граждан до пяти тысяч, отменить плату за исполнение большинства магистратур и передать всю полноту власти в руки Совета из четырёхсот человек. Народное собрание без каких-либо возражений утвердило эти предложения. Так мирным путём произошёл олигархический переворот 411 года до н. э.
Наиболее влиятельными вождями переворота и, затем, членами Совета Четырёхсот были Антифонт (идеолог переворота), Фриних, Писандр и Ферамен (реальные организаторы переворота). В то же время, Ферамен также входил в коллегию стратегов и теперь возглавлял умеренное «крыло» режима. Фриних и Антифонт же занимали более крайне-олигархические позиции.
Олигархическое правительство оказалось непрочным и продержалось несколько месяцев. Афинский флот на Самосе отказался ему подчиняться. Моряки поддерживали демократический строй, так как набирались из беднейших слоёв граждан. Таким образом, они были кровно заинтересованы в существовании демократии. Моряки избрали стратегов и призвали Алкивиада командовать флотом, фактически избрав второе правительство. А в Афинах между вождями режима появились разногласия. Радикальным олигархам Фриниху, Антифонту и Писандру противостоял «умеренный» Ферамен, которому не нравился установившийся крайне-олигархический режим Четырёхсот. Крайние олигархи, будучи лаконофилами, начали переговоры со Спартой о заключении мирного договора, а «умеренные» предлагали продолжить военные действия. Формировалась оппозиция Совету Четырёхсот, состоявшая из недовольных афинских граждан. При неясных обстоятельствах был убит Фриних. Оппозицию возглавил Ферамен.
Этот государственный строй (по крайней мере в ранний период) представляется самым лучшим у афинян (во всяком случае на моей памяти). Действительно, это было благоразумное смешение олигархии и демократии. Таким образом, это государственное устройство впервые вывело афинское государство из того тяжелого состояния, в котором оно находилось.
По его инициативе был совершён новый переворот: Совет Четырёхсот был упразднён, крайняя олигархия ликвидирована, а власть переходила в руки Пяти тысяч. Антифонт по приказу Ферамена был схвачен, обвинён в измене и осуждён на смертную казнь. Большинство других крайне-олигархических вождей бежали, а Ферамен на некоторое время стал самым влиятельным политиком Афин. Под его руководством началась активная законотворческая деятельность, в ходе которой законы Солона были пересмотрены, а их итогом стало новое понимание афинской демократии как «власти закона», а не «власти народа».
Новое правительство примирилось с Самосским флотом. По инициативе Крития и с согласия Ферамена Алкивиаду разрешили вернуться на родину и признали его стратегом.

## Ионийская война

Кизик и окрестности

В конце года стратег Ферамен был отправлен с эскадрой кораблей в северо-восточную часть Эгейского моря, чтобы присоединиться к Фрасибулу и афинским стратегам, избранным на Самосе. Первоначально Ферамен с 30 кораблями напал на восставших эвбейцев, строивших дамбу к Беотии, чтобы обеспечить доступ к материку по суше. Не сумев остановить строительство из-за численного превосходства противника, он направился к другим островам, опустошил территорию некоторых мятежных полисов, а в союзных городах подавлял олигархические настроения и собирал деньги. Затем он отправился на помощь македонскому царю Архелаю, который осаждал город Пидну, но так как осада затягивалась. он двинулся к Фрасибулу.
В 410 году до н. э. спартанско-персидские войска Миндара и Фарнабаза соединились и расположились в Кизике, а к афинскому флоту присоединились 20 кораблей под командованием Фрасибула и ещё 20 кораблей под командованием Ферамена. На протяжении нескольких лет три флотоводца — Алкивиад, Фрасибул и Ферамен — вели очень успешные действия против спартанцев. О каких-либо разногласиях или конфликтах между ними в античных источниках не сообщается. Видимо, Ферамен и Фрасибул признали Алкивиада верховным руководителем афинского флота. Алкивиад выступил с речью перед воинами, призывая дать сражение «на море, на суше и даже на стенах города». Затем он приказал скрытно выступить к Кизику под проливным дождём. В результате афинский флот отрезал флот Миндара от гавани Кизика. Боясь, что спартанцы отступят, увидев численное превосходство афинских судов, Алкивиад двинулся в атаку с сорока кораблями. В разгаре боя на спартанцев напали и все остальные афинские корабли. Спартанцы стали высаживаться на суше и обратились в бегство. Алкивиад немедленно высадился и преследовал отступающих. В этой резне погиб Миндар, а Фарнабаз сбежал. Спартанцы подверглись сокрушительному разгрому, их флот был уничтожен и захвачен, главнокомандующий погиб. Афиняне заняли Кизик, перебив небольшой спартанский гарнизон. В городе Хрисополь Алкивиад учредил таможню для взимания десятипроцентной пошлины с кораблей, идущих из Чёрного моря в Эгейское. Благодаря этому Афины получили новый источник доходов. Здесь Алкивиад оставил для охраны тридцать кораблей под командованием Ферамена и Евмаха.

Схема боя при Кизике. Слева: флот Алкивиада (синий) выманивает спартанские корабли (чёрный) в море. Справа: Эскадры Фрасибула и Ферамена заходят в тыл противника, не позволяя ему вернуться в город, а Алкивиад разворачивает свои корабли назад

В 410 году до н. э. армия Алкивиада базировалась в Лампсаке. Алкивиад соединился с Фрасиллом, и они совместно двинулись на Абидос. Против них выступил Фарнабаз с персидской конницей. Афиняне одержали победу в конном бою и до ночи преследовали персов.
В 409 году до н. э. Алкивиад выступил против Халкедона и Византия, бывших афинских союзников, которые перешли на сторону Спарты. Узнав о приближении афинян, халкедонцы собрали своё имущество и вывезли ценности в дружественную им Вифинию, отдав на хранение фракийцам. Тогда Алкивиад прибыл в Вифинию и стал требовать выдачи имущества халкедонцев, угрожая войной в случае отказа. Фракийцы отдали ему имущество халкедонцев и заключили с ним мирный договор. После этого Алкивиад приступил к осаде Халкедона. Он окружил город стеной от моря до моря. Попытка вылазки осаждённых во главе со спартанским гармостом (наместником) Гиппократом закончилась неудачей, а сам Гиппократ пал в бою. Затем Алкивиад отплыл в Геллеспонт для сбора податей и взял город Селимбрию. Тем временем стратеги, осаждавшие Халкедон (в том числе, Ферамен и Фрасибул), заключили с Фарнабазом соглашение, по которому последний обязался выплатить контрибуцию, Халкедон возвращался в состав Афинской державы, а афиняне обязались более не разорять Даскилею, сатрапию Фарнабаза. Когда вернулся Алкивиад, Фарнабаз уговорил и его дать клятву соблюдать заключённое в Халкедоне соглашение.
После падения Халкедона афиняне в 408 году до н. э. осадили Византий. Афиняне снова стали окружать город стеной, рассчитывая взять Византий измором. В городе находился спартанский гарнизон во главе с гармостом Клеархом, а также союзные периэки, мегарцы и беотийцы. В уверенности, что никто не сдаст город, Клеарх уплыл к Фарнабазу за финансовой помощью. Когда он уплыл, несколько византийцев решили сдать город афинянам. Ночью заговорщики открыли ворота города. Афиняне немедленно заняли город и в результате боя принудили силы Пелопоннесского союза сдаться (Ферамен командовал на левом крыле, а Алкивиад — на правом). Византий пал. Черноморские проливы были полностью очищены от спартанских и персидских сил; афиняне восстановили контроль над этим стратегически важным регионом.
Теперь Алкивиад стремился на родину в ореоле победителя. Весной 407 года до н. э. Алкивиад, Ферамен и Фрасибул со всем блеском прибыли в Пирей во главе победоносного флота. Весь город, ликуя, вышел встречать победителей. Вскоре Алкивиад был избран стратегом-автократором — главнокомандующим сухопутных и морских сил с неограниченными полномочиями. Фрасибул продолжал оставаться стратегом, а Ферамена на этот раз не избрали. Политические позиции последнего пошатнулись с восстановлением демократии. Это произошло, по-видимому, в 410 году до н. э., вскоре после отъезда Ферамена. Режим Пяти тысяч был ликвидирован и восстановлена демократия в полном объёме. Отсутствие Ферамена, «лучшего представителя умеренных», проложило путь для этого восстановления. Этот демократический режим очень быстро радикализировался до уровня перед олигархическим переворотом Четырёхсот.
После поражения, которое потерпел афинский флот в отсутствие Алкивиада, народное собрание отстранило его от должности стратега-автократора и взамен назначило десятерых стратегов, в том числе Перикла Младшего и Фрасилла. Афиняне отправили на Лесбос сто десять триер, укомплектовав их как свободными гражданами, так и рабами, на помощь Конону. Ферамен и Фрасибул были триерархами в этом флоте. К этой армаде присоединились десять самосских и тридцать союзных кораблей. Объединённый афинский флот, насчитывавший сто пятьдесят кораблей, прибыл на Самос.
Узнав о приближении противника, спартанский наварх Калликратид оставил у Митилены пятьдесят кораблей под началом Этеоника стеречь Конона, а сам со ста двадцатью триерами направился навстречу афинянам, которые к этому времени подошли к Аргинусским островам и там ужинали. Встреча двух флотов произошла на рассвете следующего дня.
«Он [Критий] сказал, что, выставив обвинение против стратегов, я был виной их смерти. Но не я первый выступил с обвинением, а они, обвинив меня в том, что я не исполнил их приказания и не подобрал несчастных жертв морского боя при Лесбосе. Тогда я в свою защиту сослался на бурю, которая была так сильна, что нельзя было даже выплыть в море, а не то что подбирать затонувших. Народное собрание удовлетворилось моими объяснениями и признало, что выставленное стратегами против меня обвинение должно быть обращено на них же самих: ведь они, будучи убеждены, что спасение погибших возможно, тем не менее уплыли, оставив несчастных погибать».
Афиняне одержали крупную победу в сражении. После этого афинский флот вернулся на Аргинусские острова. Спартанцы потеряли около семидесяти кораблей, в том числе девять из десяти лаконских кораблей. В сражении афиняне потеряли двадцать пять кораблей вместе с экипажами. После битвы стратеги поручили Ферамену и Фрасибулу собрать плававшие в воде трупы сограждан, чтобы предать их погребению на родине, но разразившаяся буря помешала им это сделать. Чтобы спастись от немилости демоса, они решились на опережающий ход: или вернулись в Афины раньше стратегов, или как-то доставили послание в Афины об этом и развернули деятельность по обвинению стратегов.

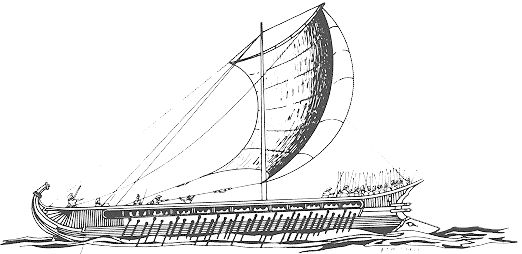
Древнегреческая трирема

Афинские стратеги, разбившие при Аргинусах спартанский флот, были отстранены от должностей и обвинены в неоказании помощи гибнувшим согражданам. Шесть стратегов вернулись в Афины, надеясь оправдаться. Их «обвинял целый ряд лиц, в особенности же Ферамен». Народное собрание начало склоняться на сторону полководцев, но голосование было отложено из-за наступающей темноты. Затем на празднике Апатурий Ферамен, согласно Ксенофонту, провёл такую инсценировку: он, якобы, убедил одетых в траурную одежду людей предстать перед народным собранием как родственники убитых при Аргинусах сограждан. Однако такое театрализованное действо вряд ли имело место, так как легко могло раскрыться в условиях полиса, где многие граждане были знакомы друг с другом. Согласно Диодору Сицилийскому, появление людей в трауре произошло спонтанно. На следующем заседании народного собрания шесть стратегов были осуждены на смерть, несмотря на возражения Сократа, входившего в состав судей. Впрочем, роль Ферамена в этих событиях скорее всего представлена в более негативном свете, чем это было на самом деле. У Ксенофонта «плохим» представлен именно Ферамен, а про роль Фрасибула в этих событиях он ничего не упоминает. Кроме того, Диодор Сицилийский писал, что стратеги первыми обвинили Ферамена и Фрасибула, отправив письма в Афины.

## Тридцать тиранов

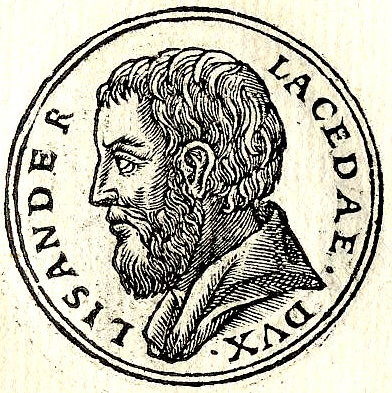
Портрет Лисандра из сборника биографий
Promptuarii Iconum Insigniorum (1553 год)

В 405 году до н. э. спартанский наварх Лисандр разгромил афинский флот при Эгоспотамах. Теперь в Эгейском море господствовал спартанский флот, и Лисандр осадил Афины с моря и с суши. В осаждённый город прибыли послы от спартанцев с предложениями о мире, но эта инициатива была сорвана демагогом Клеофонтом. Со временем в Афинах начался голод. Возрастало влияние «умеренного» Ферамена. Недавно он, хотя и был избран стратегом, но не прошёл докимасию, что говорит об отрицательном отношении сограждан к нему. Теперь же он был отправлен послом к Лисандру.
В античной историографии есть две трактовки событий этой миссии Ферамена. По одной из них, Ферамен умышленно затянул переговоры, чтобы афиняне, измученные голодом, были готовы на любые уступки. По другой версии, Лисандр продержал Ферамена несколько месяцев в своём лагере, а потом заявил, что не уполномочен решать такие вопросы и отправил его к эфорам. Эфоры продиктовали суровые условия мира (названного по имени Ферамена), по которым Афинская морская держава распускалась, флот уничтожался, Длинные стены срывались, Афины вступали в Пелопоннесский союз и признавали спартанскую гегемонию.
около 450 до н. э. — рождение Ферамена 
 413 до н. э. — Ферамен стал главой «умеренной» партии 
 411 до н. э. — участие в олигархическом перевороте. Свержение Четырёхсот 
 410 до н. э. — битва при Кизике 
 409 до н. э. — осада Халкедона 
 408 до н. э. — осада Византия 
 407 до н. э. — возвращение в Афины 
 404 до н. э. — начало правления Тридцати тиранов. Конфликт Крития и Ферамена. Казнь Ферамена
Вновь активизировалась деятельность олигархических лаконофильских гетерий, которые стали планировать новый переворот. Лисандр вскоре после заключения мира прибыл в Афины, созвал народное собрание, упрекнул афинян в том, что условия мира выполняются недостаточно быстро, и потребовал ликвидировать демократию. Ферамен предложил учредить новую коллегию из тридцати человек, которой будет передана вся полнота власти. Десять членов коллегии были предложены Фераменом, десять были назначены гетериями и ещё десять народное собрание избрало голосованием. Персональный список членов коллегии сохранился у Ксенофонта. В новом правительстве на равноправных началах были представлены все десять фил Аттики.
Началось правление Тридцати тиранов. Тираны опирались на спартанский гарнизон, который по их просьбе занял Акрополь, и на конницу, в которой служили аристократы. Они назначили новый состав Совета Пятисот и должностных лиц. Характер режима был ближе к корпоративной тирании, нежели к олигархии. Впрочем, эта тенденция не очень явно проявлялась, пока фактическим лидером Тридцати был Ферамен. Первоначально Тридцать взяли курс на «отеческое государственное устройство». Например, они приказали казнить сикофантов и стали упорядочивать законы Солона.
Однако укреплявшие свои позиции Критий и другие лаконофилы решили изменить афинский государственный строй на спартанский. Опасаясь, что Ферамен может возглавить народное движение против них, Тридцать уменьшили количество полноправных граждан до трёх тысяч, причём эта община была сформирована не на основе имущественного ценза, а по лояльности к режиму. Афиняне, не вошедшие в это число, были обезоружены. Начались репрессии против неялояльных к Тридцати из числа не-граждан, которых можно было казнить без суда и следствия. Поскольку казна была пуста после Пелопоннесской войны, а нужно было платить воинам спартанского гарнизона, Критий и его сторонники постановили арестовать десятерых метэков, а их имущество конфисковать. По версии Ксенофонта, Тридцать разрешили каждому из их числа арестовать и убить одного метэка, а затем конфисковать его имущество. Ферамен отказался это сделать, посчитав это несправедливостью.
«Разве между всеми нами [Тридцатью] не было полного единодушия, пока деятельность наша была направлена на привлечение к суду заведомых сикофантов, в ту эпоху, когда мы призвали вас в члены совета и назначали новых магистратов. Но с тех пор как правители стали арестовывать добрых граждан, я разошёлся с ними во взглядах».
Ферамену не могла нравиться тенденция к лаконофильской корпоративной тирании, связанная с возвышением Крития. Сначала они вели споры ещё как друзья и единомышленники. Но затем их отношения обострились. Однажды был созван Совет Пятисот, на который Критий и его сторонники приказали явиться вооружённым молодым людям, чтобы пресечь любое проявление недовольства со стороны приверженцев Ферамена. Критий произнёс речь против Ферамена, обвиняя его в измене режиму, и предложил казнить его. Следующим выступил Ферамен, который сказал во время речи, что «с тех пор как правители стали арестовывать добрых граждан», он разошёлся с ними во взглядах. После его речи большинство граждан стало склоняться в его пользу. Но Критий, приказав вооружённым молодым людям подойти поближе, вычеркнул Ферамена из списка трёх тысяч граждан и приказал казнить его. После этого Ферамен встал на алтарь Гестии, находившийся в булевтерии, и произнёс новую обличающую речь против Крития. Члены коллегии Одиннадцати схватили его и оторвали от алтаря.

Ферамен, пока его вели через агору, громким голосом жаловался на учинённую над ним несправедливость. Передают будто бы сказанную им остроту. Сатир велел ему замолчать, говоря, что в противном случае ему будет худо. На это Ферамен возразил: «А если я замолчу, разве мне не будет худо?» Когда же Ферамена, осужденного на смерть, заставили выпить кубок цикуты, он выплеснул оставшееся на дне и проговорил при этом, как это делается при игре в коттаб: «Дарю это моему ненаглядному Критию».— 

## Политические взгляды
По политическим взглядам Ферамен представлял собой «умеренного» или «центриста», борющегося с крайностями: радикальной демократией и радикальной олигархией. Идеальным политическим устройством для него был строй, который может быть назван в равной мере умеренной олигархией или ограниченной демократией, а в качестве главного критерия для причастности человека к власти выдвигался невысокий имущественный ценз. В труде Ксенофонта Ферамен так излагает своё кредо:
«Я же, Критий, все время неустанно борюсь с крайними течениями: я борюсь с теми демократами, которые считают, что настоящая демократия — только тогда, когда в правлении участвуют рабы и нищие, которые, нуждаясь в драхме, готовы за драхму продать государство; борюсь и с теми олигархами, которые считают, что настоящая олигархия — только тогда, когда государством управляют по своему произволу несколько неограниченных владык. Я всегда — и прежде и теперь — был сторонником такого строя, при котором власть принадлежала бы тем, которые в состоянии защитить государство от врага, сражаясь на коне или в тяжелом вооружении.»
Ферамен был одним из самых влиятельных вождей олигархического переворота Четырёхсот 411 года до н. э. Ферамену не нравился установившийся крайне-олигархический режим, который поддерживали другие вожди Четырёхсот. Оппозицию им возглавил Ферамен, и по его инициативе был совершён новый переворот: Совет Четырёхсот был упразднён, крайняя олигархия ликвидирована, а власть переходила в руки пяти тысяч афинских граждан. По-видимому, именно этот режим «Пяти тысяч» (так называемая гоплитская полития) был строем, наиболее нравившимся Ферамену. Хотя за переменчивость позиций он получил прозвище «Котурна» (Сапог на обе ноги), но самом деле, он, по-видимому, был убеждённым «центристом». Он принимал участие и в антидемократических, и в антиолигархических переворотах, если видел, что строй становился радикальным, и был мастером политической интриги, при помощи которой свергал не нравившиеся ему режимы.

## Образ Ферамена в историографии
Смерть Ферамена не положила конец спорам об интерпретации его действий. В первые годы после его смерти его репутация была спорной, когда его бывшие соратники защищались на судебных процессах после восстановления демократии (режим Тридцати тиранов продержался лишь до 403 года до н. э.). Защищаясь перед демократически настроенными судьями, бывшие соратники Ферамена старались представить его как стойкого защитника демократии (примеры такой точки зрения можно найти в «Исторической библиотеке» Диодора Сицилийского и в Папирусе Ферамена, найденном в 1960-е годы). Противоположная точка зрения выражена в речах Лисия «Против Эратосфена» и «Против Агората», где Ферамен представлен как предатель, своими действиями принёсший большой ущерб Афинам. Отношение Ксенофонта к Ферамену в начале своей работы враждебное, однако в описании режима Тридцати тиранов (во второй книге его труда) образ Ферамена становится более положительным. Наиболее благоприятный отзыв о Ферамене оставил Аристотель, изобразивший его как умеренного и идеального гражданина. Некоторые историки считают это мнение продуктом пропаганды умеренной партии в IV в. до н. э., а другие исследователи, например, Ф. Хардинг, полагают, что такая оценка Ферамена является его собственной. Диодор Сицилийский, писавший во времена Цезаря, представляет положительный образ Ферамена, и как считается, его источником был Эфор, который учился в Афинах у Исократа, ученика Ферамена. Плутарх писал, что Цезарь сравнивал Цицерона с Периклом и Фераменом, дав им положительную оценку. Благоприятное впечатление о Ферамене, вероятно, сложилось у римлян после прочтения второй книги «Греческой истории» Ксенофонта.
Оценка Ферамена претерпела существенные изменения с XIX века, когда принимались во внимание негативные отзывы Ксенофонта и Лисия. Обнаружение «Афинской политии» Аристотеля изменило эту тенденцию, а привлечение сведений из труда Диодора Сицилийского позволить сделать некоторым учёным, в частности, Э. Эндрюсу, вывод о его большей предпочтительности, чем сведений из Ксенофонта, по ряду вопросов, например, относительно суда над стратегами после битвы при Аргинусах. Аристофан в комедии «Лягушки» высмеивает способность Ферамена выпутываться из трудных ситуаций, но не говорит ничего осуждающего о нём, что можно было бы ожидать. Историки предполагают, что современники не видели ничего предосудительного в поступках Ферамена. Лисий делает нападки на Ферамена по некоторым причинам, но не говорит ничего о последствиях битвы при Аргинусах.
В современных исследованиях Ферамен предстаёт как умеренный политик, стремившийся к установлению гоплитской демократии. Американский исследователь Пелопоннесской войны Д. Каган пишет о нём, что «вся его карьера показывает, что он был патриотом и настоящим „умеренным“, искренне приверженным конституции, предоставляющей наибольшие права гоплитам, будь то в виде ограниченной демократии, или олигархии на широкой основе», а Дж. Файн заметил, что «как и многие люди, следующие среднему курсу, он был ненавистен политическим экстремистам с обеих сторон». Конституция 5 000 признаётся в качестве политического шедевра Ферамена, а его попытка сдвига в сторону умеренности в 404 году до н. э. привела к его смерти.. Этот эпизод известен своей драматичностью, и рассказ о его смерти повторялся в классической историографии. Как замечает Дж. Файн, «становится просто идеализировать Ферамена, поскольку он бросил вызов тирану». Спустя тысячелетия после его смерти, Ферамен как идеализировался, так и поносился; его краткая семилетняя карьера была в центре внимания и привела к различным интерпретациям его поступков. Фигура Ферамена была сложной, неоднозначной и вызывала противоречивое отношение.